# Dioptrochasma mercyi
Dioptrochasma mercyi är en fjärilsart som beskrevs av Claude Herbulot 1956. Dioptrochasma mercyi ingår i släktet Dioptrochasma och familjen mätare. Inga underarter finns listade i Catalogue of Life.